# Estadio El Madrigal
El Madrigal je stadion u Vila-realu (valencijsko ime, španjolsko ime Villarreal) u Španjolskoj. Na njemu se održavaju nogometne utakmice, na kojem je domaćin Villarreal CF. Stadion ima kapacitet od 24.890 gledatelja, što odgovara polovici populacije grada. Zbog svoje veličine i oblika, stadion nema atletske staze. Službeno je ime stadiona do 1925. godine bilo Campo del Villarreal. Od tada, stadion nosi današnje ime.

## Povijest i promjene
El Madrigal je otvoren 17. lipnja 1923. godine pod nazivom Campo del Villarreal. Istog se dana na njemu odigrala prva utakmica, između Castellóna i Cervantesa. Dvije godine kasnije stadion dobiva novo (sadašnje) ime u čast ruralnom krajoliku na kojem je izgrađen. Odmah je i dobio nadimak: Feudo Amarillo (Žuti posjed). Nalazi se 5 kilometara od Sredozemnog mora, na Plazi Labrador, na nadmorskoj visini od 50 metara.
Prvi redizajn bio je u ljeto 1952. godine. Povećavale su se dimenzije terena, s 95 x 65 m na 105 x 65 m. Cilj te promjene bio je zahtjev da se dimenzije travnjaka izjednače onima na stadionu u Helsinkiju, na kojem su se, iste godine, održavale ljetne olimpijske igre.
Tijekom 1960.-ih, izgrađena je manja natkrivena tribina dok je tijekom sezone 1971./72. dovršena južna tribina. 1988. godine južna tribina je srušena kako bi se napravila nova i veća tribina. Ona je otvorena 8. ožujka 1989. godine i kao dio otvorenja, odigrana je prijateljska utakmica Villarreala i madridskog Atlética.
Za 75. godišnjicu osnutka kluba počinju novi radovi u svrhu obnavljanja. Ponovno je srušena južna tribina kako bi nova bila veća i natkrivena. Uz južnu tribinu, još je izgrađen "amfiteatar" na sjevernoj tribini, koji služi za navijače gostujuće ekipe i odjeljak za važne (VIP) osobe. Radovi završavaju u sezoni 1999./00.
U međuvremenu, 16. rujna 1973. stadion dobiva rasvjetu. Reflektora je bilo četiri. Stajali su na stupovima i bili su postavljeni na način da je svaki od tih stupova stajao na kutu terena. Reflektori su bili načinjeni od 9 halogenih lampi. Prva utakmica odigrana pod reflektorima bila je između Villarreala i Eivisse-Ibize. Bila je to ligaška utakmica tadašnje treće divizije, a rezultat je bio 0:1 za goste.
Svlačionica se mijenjala nekoliko puta. Do 1936. godine nalazila se na jugoistočnom dijelu stadiona, pa je do 1989. na sjeveroistočnom dijelu i na kraju, do 2005. nalazila se na jugozapadnom dijelu. Danas se ona nalazi ispod zapadne, odnosno glavne tribine.
Villarreal CF se 2005. godine izborio za nastup u Ligi prvaka, no stadion nije zadovoljavao Uefine kriterije da bi se na njemu igrale utakmice Lige prvaka. Stoga je stadion podvrgnut detaljnom redizajnu kako bi zadovoljili kriterije. Vanjski je zid prekriven žutim pločicama kako bi se pobošljala estetika, premještena je i uređena svlačionica, proširen je press centar. Novine na stadionu su još: prostor za Uefine delegate, antidopinška prostorija, fizioterapeutska prostorija, kupaonice u sklopu svlačionica i dva restorana. Prostor između tribina i igrališta pomaknut je za 1 metar, dok je sustav reklamiranja automatiziran.

## "Casals Grocs"
Stadion je poznat po Casals Grocs: malim balkonima na sjevernoj tribini. Ima ih 30 i one nude posebne pogodnosti. Između ostalog, sadrže klima uređaje, TV, catering uslugu i tako dalje. Od tih 30 balkona, njih 23 prima 16 ljudi, 5 ih prima 20, a zadnja 2 primaju po 12 ljudi.

## Vanjske poveznice
- Fotografije i podatci o El Madrigalu na SubmarinoAmarillo.net